# Pterocephalus multiflorus
Pterocephalus multiflorus är en tvåhjärtbladig växtart. Pterocephalus multiflorus ingår i släktet Pterocephalus och familjen Dipsacaceae.

## Underarter
Arten delas in i följande underarter:
- P. m. multiflorus
- P. m. obtusifolius